# Eriocnemis mosquera
Az Eriocnemis mosquera a madarak (Aves) osztályának sarlósfecske-alakúak (Apodiformes) rendjébe és a kolibrifélék (Trochilidae) családjába tartozó faj.

## Rendszerezése
A fajt Adolphe Delattre és Jules Bourcier írták le 1846-ban, a Trochilus nembe Trochilus Mosquera néven.

## Előfordulása
Dél-Amerika északnyugati részén, az Andokban, Ecuador és Kolumbia területén honos. Természetes élőhelyei a szubtrópusi vagy trópusi hegyi esőerdők és magaslati cserjések. Magaslati vonuló.

## Megjelenése
Testhossza 13 centiméter.

## Szaporodása
|  |

## Természetvédelmi helyzete
Az elterjedési területe nem nagy, egyedszáma viszont stabil. A Természetvédelmi Világszövetség Vörös listáján nem fenyegetett fajként szerepel.